# بخش صابری
بخش صابری، یکی از بخش‌های شهرستان نیمروز در استان سیستان و بلوچستان ایران است. مرکز این بخش، روستای قائم‌آباد است.

## تقسیمات کشوری
- بخش صابری
  - دهستان قائم‌آباد
  - دهستان گلخانی

## جمعیت
بر پایه سرشماری عمومی نفوس و مسکن در سال ۱۳۹۵، جمعیت بخش صابری برابر با ۱۷٬۴۱۰ نفر بوده‌است.